# Michael Frontzeck
Michael Frontzeck (Mönchengladbach, Alemanya, 26 de març de 1964) és un exfutbolista i entrenador de futbol alemany.

## Carrera com a jugador
En la seva època de futbolista, Frontzeck jugava com a lateral esquerre. Va debutar a nivell professional amb l'equip de la seva ciutat, el Borussia Mönchengladbach, el 1982. El 1989 va ser traspassat al VfB Stuttgart, on romandria 5 anys en els quals es va proclamar campió de la Bundesliga. Posteriorment, va viure dues breus experiències a les files del VfL Bochum i novament al Borussia Mönchengladbach. El 1996 va fitxar pel Manchester City, on romandria una temporada i mitja. Va tornar al seu país de la mà del SC Friburg i finalment es va retirar amb el Borussia Mönchengladbach el 2000.

## Carrera com a entrenador
Frontzeck va començar la seva trajectòria com a entrenador com a assistent en el Borussia Mönchengladbach entre el 2000 i el 2003; i posteriorment, el Hannover 96 entre 2004 i 2005.
El 13 de setembre de 2006, va ser contractat com a primer entrenador de l'Alemannia Aachen, substituint Dieter Hecking. No obstant això, la seva experiència no va ser reeixida, ja que va acabar abandonant l'entitat després del descens de l'equip a la 2. Bundesliga.
El gener de 2008, es va fer càrrec de l'Arminia Bielefeld. Va aconseguir la permanència a la 1. Bundesliga 2007/08; però va acabar sent acomiadat el 17 de maig de 2009, amb l'equip com antepenúltim classificat a falta d'una jornada per acabar la 1. Bundesliga 2008/09.
El 3 de juny de 2009, Frontzeck va tornar al Borussia Mönchengladbach, aquesta vegada com a primer entrenador. Va aconseguir portar el conjunt de Renània al 12è lloc a la 1. Bundesliga 2009/10, però els resultats van empitjorar en el curs següent, i va ser cessat en les seves funcions el febrer de 2011, deixant l'equip com a cuer.
El 3 d'octubre de 2012, es va incorporar al FC St. Pauli en substitució d'André Schubert, i va dirigir l'equip d'Hamburg fins a la seva destitució el novembre de 2013.
El 20 d'abril de 2015, va ser nomenat nou tècnic de l'Hannover 96. A despit que va debutar a la banqueta del HDI-Arena amb una derrota contra el Hoffenheim, va aconseguir 8 punts en els 4 últims partits de la Bundesliga, evitant així el descens. Havent complert l'objectiu, el club va renovar el seu contracte per dos anys. El 21 de desembre de 2015 va dimitir com a entrenador del Hannover al·legant falta de confiança de l'entorn en el seu treball, deixant l'equip de la Baixa Saxònia en llocs de descens amb 14 punts en acabar la primera volta de la Bundesliga.
L'1 de febrer de 2018, va signar pel 1. FC Kaiserslautern, substituint Jeff Strasser. El seu primer partit acabà en victòria per 2–1 contra l'Eintracht Braunschweig el 4 de febrer de 2018. Fou cessat l'1 de desembre de 2018.